# 米底语
米底语是米底王国的语言。其通常被归类于伊朗语支西伊朗亚语支的古伊朗下语支，但也有人将其归入西北伊朗下语支。

## 发现
米底语存在的唯一证据是古波斯语的大量借词。其语法完全未知。“但可知比起古波斯语，其与阿维斯陀语共用重要音位的同言线。在米底王国治下的西伊朗……米底语必然在一定程度上起到官方语言的作用。”
米底时期的文献如今已不可考，米底语使用的字母种类也是未知的。“现如今，仅在前米底王国领土范围内发现了一处篆刻于青铜牌匾上的早于阿契美尼德王朝的铭文，是以楔形文字撰写的阿卡德语文段，年代约为前8世纪，但未发现与‘米底’一词有关的内容。”

## 特征
米底语与其他民族语言相区别的最主要性特征都体现在外语世界的描述中，例如公元前九世纪中期亚述语言楔形文字中的记载，以及希罗多德转述的公元前5世纪中期波斯-米底冲突。如同其他古代波斯诸语言，当地人如何称呼这种语言已经无从得知，我们也不知道米底人是否将这种语言与其他古代波斯诸语言从名义上区分开来。
米底语大概是古波斯语的一种下层语言。但米底语的语素又有自己的特点，因为其并不与古波斯语在某些方面共同发展。米底语的形式“只能在人名和地名中找到……还有一些大概受到阿维斯陀语影响的特色的宗教词汇……有时，同一词汇可以同时找到古波斯语和米底语的两种形式，这个现象为古波斯语研究带来了很多不一致和研究困扰，例如，‘马’一词在古波斯语中为asa，而在米底语中为'aspa'。”